# Palais Haas

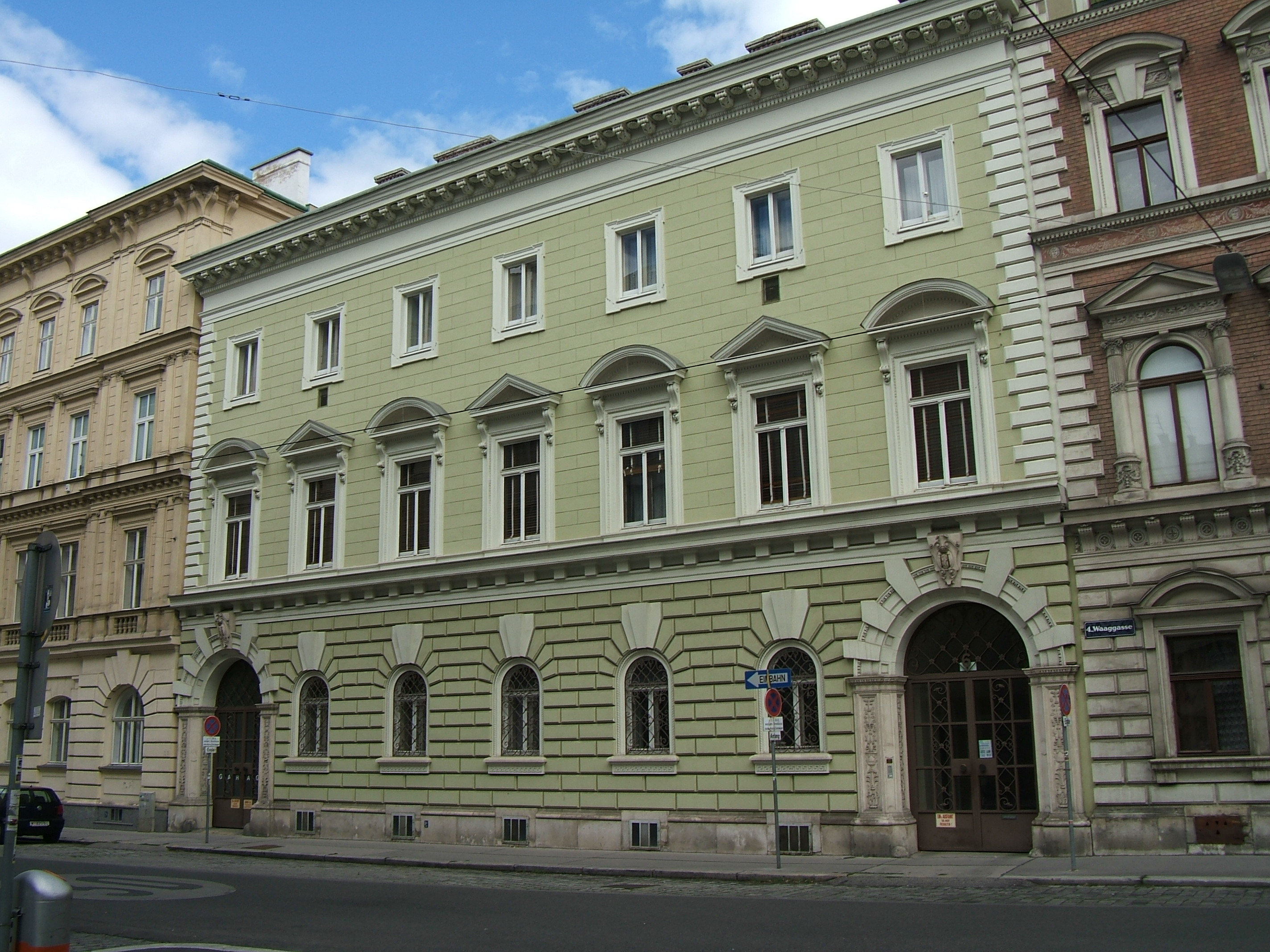
Palais Haas – Front zur Waaggasse

Das Palais Pranter-Haas befindet sich im 4. Wiener Gemeindebezirk Wieden, Waaggasse 6.

## Geschichte
Das Palais wurde von Friedrich Schachner, einem Schüler des Architekten August Sicard von Sicardsburg, im Jahre 1875 im Stile eines römischen Cinquecento-Palastes erbaut. Ursprünglich als Wohnpalais für den wohlhabenden Bauunternehmer Franz Pranter erbaut, ging es später in den Besitz von Philipp Haas von Teichen über, der sich hier am 26. Februar 1926 mit einem der zahlreichen, die Wände seines Palais dekorierenden, geladenen Gewehre erschoss.

## Beschreibung

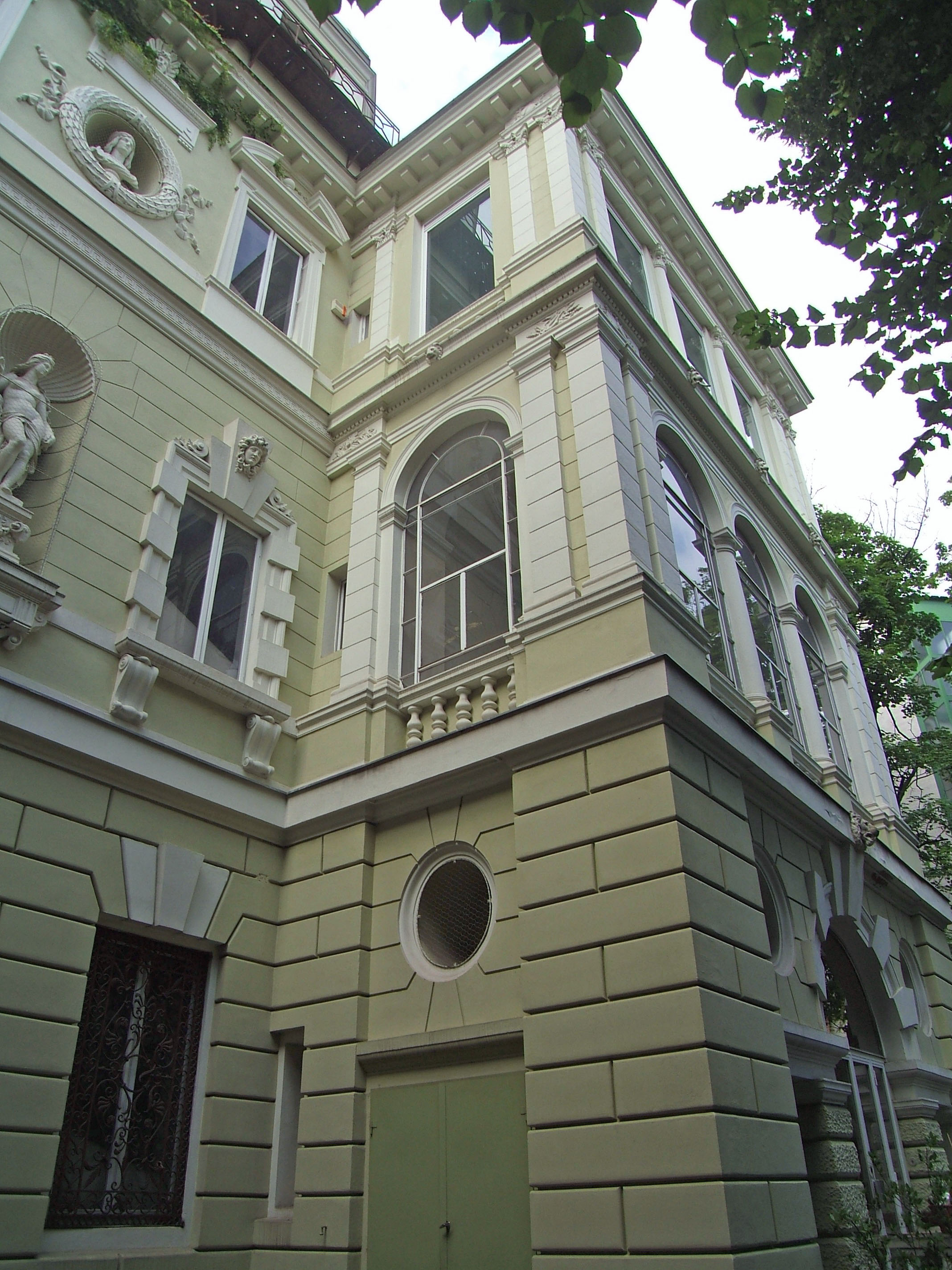
Palais Haas, Gartenfront

Die Straßenfassade ist ein typisches Beispiel für die Neuwiener Renaissance. Ein gequadertes Sockelgeschoß mit geringer Diamantierung und Rundbogenfenster sowie zwei seitlichen Rundbogenportalen hebt sich durch ein markantes Gurtgesims von der flach gebänderten Fassade des Palais ab. Verzierte Eckpilaster tragen die Rundbögen der Portale, die mit einem Wappenschlussstein gekrönt sind. Die Rundbogenfenster sind mit einem umlaufenden Tauband und Keilsteinen gerahmt sowie mit schmiedeeisernen Fenstergittern versehen. Unter der Sohlbank läuft ein geometrischer Mäanderfries. Die Fenster der Beletage sind alternierend mit Segment- und Dreiecksgiebelverdachung versehen. Das Attikageschoß mit schlicht gerahmten Fenstern wird mit einem vorkragenden Kranzgesims abgeschlossen.
Die Gartenfront ist im Gegensatz zur Straßenfront mit reicher Ornamentierung und Bauplastik ausgestattet. In der Fassadenmitte ragt ein dreiachsiger Risalit weit in den Innenhof. Zwischen rustizierten Eckpilastern führt eine kurze Treppe zum Portal das seitlich von Ochsenaugen eingefasst ist. Über dem Portal liegt eine zweigeschoßige Loggia. Die Rundbogenarkaden der Beletage ruhen auf toskanischen und die des darüber liegenden Stockwerks auf korinthischen Säulen aus Veroneser Marmor. Durch Scheinbalustraden und gebänderte Pilaster scheinen die ehemals offenen Arkaden trotz der späteren Verglasung dennoch über dem schweren Sockel zu schweben. Das Gewölbe der Loggia in der Beletage ist mit Goteskenmalereien von Franz und Carl Jobst geschmückt. Die Fenster im ersten Stock sind mit einer breiten gequaderten Umrahmung, Maskenschlusssteinen und von Konsolen getragenen Sohlbänken versehen. Zwischen den Fenstern stehen in Nischen zwei weibliche Figuren, deren Deutung nicht eindeutig geklärt ist. Die Fenster des Obergeschoßes tragen eine gesprengte Segmentgiebelverdachung und eine breite Umrahmung mit Ohren und vorkragenden Parapetfeldern. Zwischen den Fenstern öffnen sich runde Nischen, die von einem Lorbeerkranz umrahmt sind. In der linken Nische steht eine männliche Büste, während die rechte von einem Fenster durchbrochen wurde. Unter dem alten Baumbestand im Hof versteckt befindet sich ein Steinbrunnen mit einer Nymphe.